# Fradelius Péter
Fradelius Péter (16. század – 1621) bölcsészdoktor, prépost, a prágai egyetemen a filozófia tanára.

## Élete
Selmecbányáról származott. Életéről keveset tudunk, ezek az információk is megjelent két munkájából származnak. Adelung híres filozófiatanárnak vallotta, de élete körülményeiről nem tud egyebet, mint hogy két hozzáintézett levelet említ, egyiket Remi intézte hozzá 1620-ban, melyben egy jelentéktelen ellenfele sérelmezése következtében vigasztalja, a másikban II. Fülöp herceg a neki küldött Minuscula litteraria című munkát köszöni meg neki.

## Munkái
- Musa Pulla vetustiss: academiae Pragensis in exequiis nobilis et spectatissimae matronae Annae Mariae Seeliae magni illius jureconsulti et Bohemorum patroni D. Georgii Remi... conjugis quae 1617. 26. Nov. stylo Juliano in Vera Dei invocatione expiravit, collecta et publicae luci data. (Pragae), 1618. (Fradelius latin költeménye, gyászbeszéde, levelei, másoknak részben hozzá írt alkalmi költeményeivel és leveleivel együtt.)
- Galli Gallinacei encomium e diversis auctoribus collectum. Pragae, 1620.
- Sokkal több munkáját ismerjük az RMK-ból. Gömöri György tanulmánya még jónéhányat felsorol.